# کریگ کالور
کریگ کالور (انگلیسی: Craig Calver؛ زادهٔ ۲۰ ژانویهٔ ۱۹۹۱) بازیکن فوتبال اهل بریتانیا است.
از باشگاه‌هایی که در آن بازی کرده‌است می‌توان به باشگاه فوتبال سنت نئوتز تاون، باشگاه فوتبال یئوویل تاون، باشگاه فوتبال سافرون والدن تاون، باشگاه فوتبال سادبوری، باشگاه فوتبال ساوتند یونایتد، باشگاه فوتبال هارلو تاون، باشگاه فوتبال براینتری تاون، باشگاه فوتبال چلمزفورد سیتی، باشگاه فوتبال بیشاپس استورتفورد، و باشگاه فوتبال سنت آلبنز سیتی اشاره کرد.